# Tricholoma intermedium
Tricholoma intermedium är en svampart som beskrevs av Peck 1888. Tricholoma intermedium ingår i släktet musseroner och familjen Tricholomataceae.   Inga underarter finns listade i Catalogue of Life.

## Bildgalleri

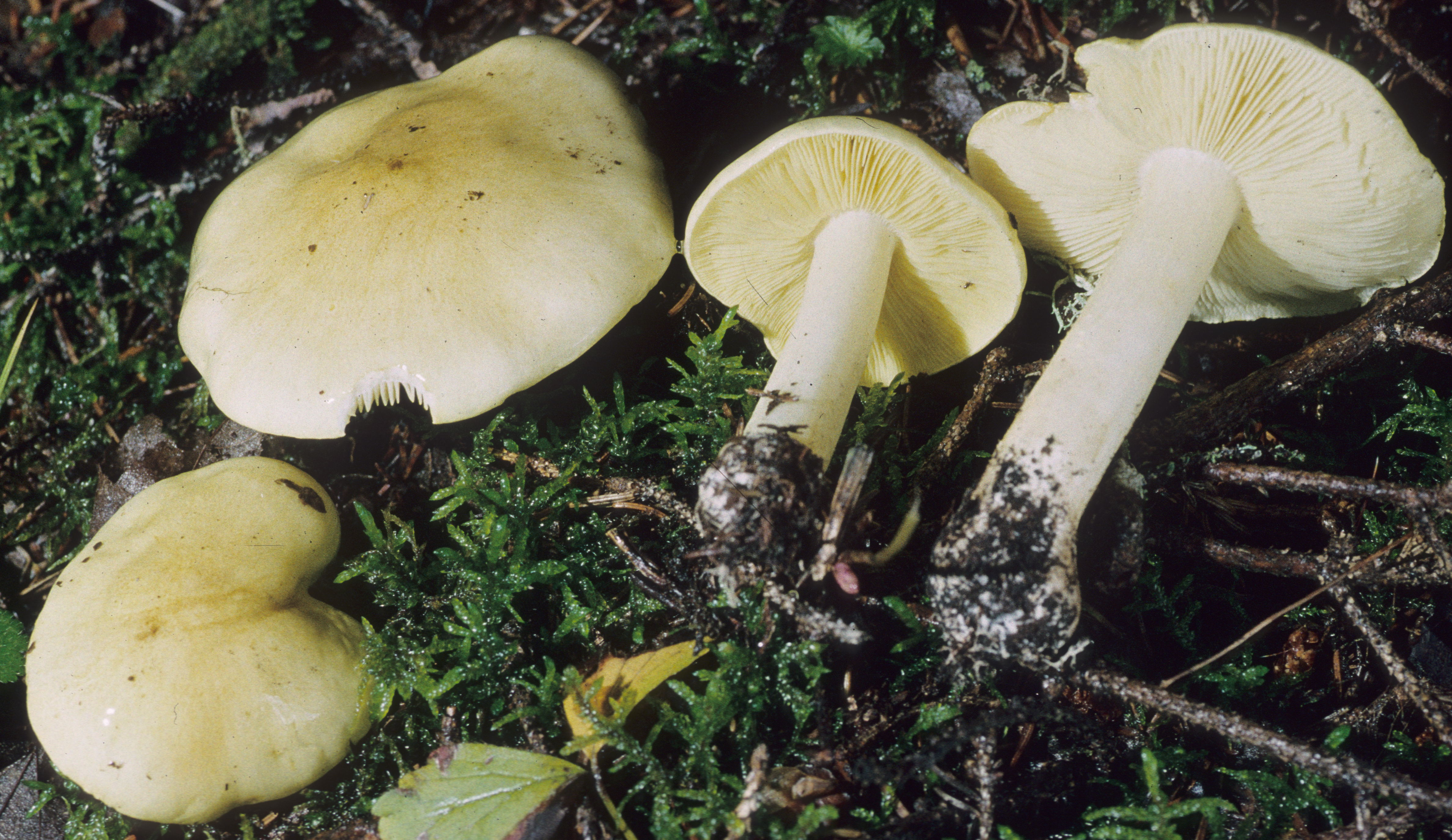